# Chocón Machacas River
Chocón Machacas River är ett vattendrag i Guatemala.   Det ligger i departementet Departamento de Izabal, i den östra delen av landet, 210 km nordost om huvudstaden Guatemala City. Chocón Machacas River ligger vid sjön El Golfete.